# ニュータイプ専用機
ニュータイプ専用機（ニュータイプせんようき、MOBILE SUIT / MOBILE ARMOUR FOR NEWTYPE）は、アニメ『機動戦士ガンダム』をはじめとする『ガンダムシリーズ』に登場する、架空の兵器の分類の1つ、モビルスーツ (MS) やモビルアーマー (MA) のうち、ニュータイプが操縦することでその能力を発揮できるように開発されたものを指す。
ニュータイプの概念のある『機動戦士ガンダム』をはじめとする宇宙世紀を舞台にした作品と、『機動新世紀ガンダムX』をはじめとするアフターウォーを舞台にした作品の中で登場する。

## 『機動戦士ガンダム』（宇宙世紀）シリーズ
主にサイコミュ兵器を搭載した機体を指すことが多いが、サイコ・コントロール・システムを搭載した機体も指す。広義にはガンダムNT-1のように特にニュータイプ向けの技術は使用されていないが、ニュータイプ・パイロット（アムロ・レイ）の操縦速度に追従できるよう、駆動系の改良などにより機体の反応を敏感に調整させた機体も含まれる。人工的ニュータイプともいえる強化人間にも、ニュータイプ同様の運用が可能である。一般の兵士にも操縦可能な機体もあるが、当然ながら機体の性能を100%発揮することは不可能であり、パイロットの精神に支障をきたす機体も存在する。
一年戦争初期、ジオン公国の嘱託であったサイド6のフラナガン機関がニュータイプを軍事利用するための研究を始めた。その結果、電波通信が阻害されるミノフスキー粒子散布下においても、サイコミュを用いることで遠隔誘導攻撃が可能な兵器を開発し、ブラウ・ブロとして実用化した。当初は有線の遠隔操作を行うものであり、各砲台を専任の砲手が操作することで攻撃を行えたが、サイコミュ搭載によってニュータイプのパイロット1名による複数砲台（ブラウ・ブロの場合は最大4基）の同時有線遠隔操作による攻撃、オールレンジ攻撃が行えるようになった。エルメスでは無線の遠隔操作ができる小型兵器ビットを10基程度搭載し、同時運用を可能とした。開発当初のシステムは大型であり、MSに搭載することが困難であったため、MA型の機体が多かった。
一年戦争後も各陣営ではさらなる開発が進められ、MSサイズでも搭載が可能になり、アクシズ（ネオ・ジオン）においてファンネルを搭載したキュベレイやクィン・マンサが開発されている。また、アナハイム・エレクトロニクスでは、機体操作の補佐を行うバイオセンサー、後にはネオ・ジオンからの技術供与によってさらに鋭敏な機体操作を可能とするサイコフレームが開発されている。後者は機体の遠隔操作すら可能とするが、あくまでも搭乗者を必要としている。
機体を操縦中のニュータイプの意志が極限まで高まると、ビームを弾くバリアーを形成する（Ζガンダム、キュベレイなど）、敵機の操縦系統に干渉する（Ζガンダム、ユニコーンガンダムなど）、機体や装備を遠隔操作する（ΖΖガンダム、ユニコーンガンダムなど）、機体の出力が過剰に向上する（Ζガンダム、νガンダム、ユニコーンガンダムなど）といった、機体の性能を超越して説明のつかない現象を引き起こすことがある。
これらサイコミュの技術とは別の系統で、ボタンやレバー操作に拠らない思考による機体コントロール技術としてネオ・サイコミュ・システムが開発されラフレシアに搭載されている。ネオ・サイコミュ・システムの運用にニュータイプの素養が必要なのか、人体とメカニックを有線接続するための特殊な手術が施されていればニュータイプの素養は不要なのかは劇中では明らかにされていない。
これらの機体に限ったことではないが、エースパイロットなどに支給される専用機は当然ながら機体のパーツも専用の物が多く、整備や補給は困難だったようである。そのため、機体の一部が損傷した場合、ゲリラ戦中ではなくとも代用品で一時的にしのぐ場合もあった模様。
代表的な機体
- ニュータイプ専用モビルアーマー
  - MAN-03 ブラウ・ブロ
  - MAN-03 キケロガ
  - MAN-08 エルメス
  - MRX-009 サイコガンダム
  - MRX-010 サイコガンダム
  - MRX-010 サイコガンダムMk-II
  - NRX-055 バウンド・ドック
  - NZ-333 α・アジール
  - NZ-999 ネオ・ジオング
  - NZ-999 IIネオ・ジオング
  - AMA-X4 アハヴァ・アジール
  - RX-78KU-01 クレヴェナール
  - XMA-01 ラフレシア

- ニュータイプ専用モビルスーツ
  - MSN-02 ジオング
  - RX-78NT-1 ガンダムNT-1 ※実態は純粋に性能を高めた機体でありニュータイプでなければ取り扱えない機能は搭載していない。
  - gMS-α 赤いガンダム（鹵獲したRX-78-2 ガンダムの改修機）
  - gMS-Ω ジークアクス
  - gMS-κ ジフレド（ジークアクス2号機）
  - MSZ-006 Ζガンダム
  - MSZ-010 ΖΖガンダム
  - PMX-003 ジ・O
  - AMX-004 キュベレイ
  - AMX-004-2 キュベレイMk-II
  - AMX-014 ドーベン・ウルフ（量産型MS）
  - AMX-015 ゲーマルク
  - AMX-004G 量産型キュベレイ（量産型MS）
  - NZ-000 クィン・マンサ
  - MSN-03 ヤクト・ドーガ（量産型MS）
  - MSN-04 サザビー
  - RX-93 νガンダム
  - RX-0 ユニコーンガンダム
  - RX-0 ユニコーンガンダム2号機「バンシィ」
  - RX-0N バンシィ・ノルン
  - RX-0 ユニコーンガンダム3号機「フェネクス」
  - MSN-06S シナンジュ
  - MSN-06S-2 シナンジュ・スタイン
  - NZ-666 クシャトリヤ
  - RX-78AN-01 ガンダムAN-01
  - RX-9 ナラティブガンダム
  - RX-104FF ペーネロペー
  - RX-105 Ξガンダム
  - ZMT-S28S ゲンガオゾ
  - ZMT-S29S ザンネック

## 機動新世紀ガンダムX
宇宙世紀とは別の世界観に属する『機動新世紀ガンダムX』の世界においてもニュータイプ専用機は存在し、第7次宇宙戦争当時において旧連邦および宇宙革命軍によって開発・運用されていた。特に旧連邦は、「フラッシュシステム」を使用可能な「ガンダムタイプ」のMSを決戦兵器として投入した。
ガンダムタイプ各種には母機と同じ武装や能力を持つ無人機「ビットMS」が制作され、これをニュータイプがフラッシュシステムで遠隔操縦することで1部隊を構成できる（母機1機あたり12機のビットMSが割り当てられた）。フラッシュシステム以外でも、それぞれ異なった特性を持つ強力な戦闘能力を有している。
第7次宇宙戦争がコロニー落としによって最悪の結末を迎えた後、ごくわずかに残ったガンダムタイプはニュータイプでないMS乗りの手に渡り運用された。フラッシュシステムこそ使用できない（そもそもビットMS自体がことごとく失われていた）が、それ自体の高い能力によって、ガンダムを手に入れられれば天下無敵のMS乗りになれると噂された。
代表的な機体
- GT-9600 ガンダムレオパルド
- GW-9800 ガンダムエアマスター
- GX-9900 ガンダムX
- GX-9901-DX ガンダムダブルエックス
- NRX-016 ラスヴェート
- MAN-003 パトゥーリア
- RMSN-002 フェブラル
- RMSN-008 ベルティゴ

## ∀ガンダム
ターンXはサイコミュを搭載しており、ニュータイプ専用機であるといわれているが、詳細は不明である。劇中に他のニュータイプ専用機は登場していない（小説版のブラックドールを除く）。
設定の森田繁と設定コーディネイトを担当した堀口滋が、雑誌『モデルグラフィックス』の∀ガンダム特集における一問一答形式のインタビューで語ったところによると、以下のような裏設定が存在する。
ターンXは地球圏に見切りをつけて宇宙へと進出していったニュータイプの一団が開発した機体であり、劇中で登場するのは何らかのトラブルによって放棄された末、地球圏へ流れ着いたものである。地球圏に残った人類はこの機体を解析するが、その性能を知るにつれニュータイプ（の末裔）が武力をもってして地球圏へ帰還する可能性を危惧した。そしてターンX（タイプのMS）に対抗し得るカウンターウェポンとして機能し、かつニュータイプではない人間でも乗りこなせるMSの開発に至った。それが∀ガンダムである。